# Gotthardt Wolf
Gotthardt Wolf (* 22. Juni 1887 in Eppendorf; † 20. Januar 1947 in Potsdam) war ein deutscher Kameramann.

## Leben
Nach einer Ausbildung zum Fotografen spezialisierte er sich auf Reproduktions- und Porträtfotografie. 1910 begann er als einfacher Kameramann für die noch in den Anfängen befindliche Kinematographie zu arbeiten und war in seiner Frühphase als Chefkameramann vor allem in den letzten beiden Jahren vor Ausbruch des Ersten Weltkriegs für den Lustspielregisseur Franz Hofer tätig. Von 1916 bis 1918 leistete Wolf Kriegsdienst unter anderem in Finnland als Kameramann für das Kaiserliche Bild- und Filmamt.
Entscheidende Bedeutung hatte schließlich sein Zusammenwirken mit Schauspieler-Regisseur Harry Piel. Unter Piels Leitung entwickelte sich Wolf zum Experten für kameratechnische Trickaufnahmen und Spezialeffekte.
Mit Anbruch des Tonfilmzeitalters trennte sich Wolf von Piel und arbeitete vor allem für den Industriefilm. Er beschäftigte sich in dieser Zeit intensiv mit der Farbfotografie. Zu Studienzwecken hielt er sich vorübergehend in London auf. 1937 wurde er in Berlin Farbfilmkameramann bei Siemens für Industrie- und Werbefilme.

## Filmografie
| - 1913: Wer ist der Täter? - 1913: Hurrah! Einquartierung! - 1914: Das Liebesbarometer - 1914: Das geheimnisvolle Zeichen - 1914: Deutsche Helden - 1914: Fräulein Piccolo - 1915: Manya, die Türkin - 1915: Das Geheimnis von D 14 - 1915: Im Banne der Vergangenheit - 1917: U-Boote heraus! Mit U-Boot 178 gegen den Feind (unsicher) - 1919: Der große Coup - 1920: Über den Wolken - 1920: Der Spitzel - 1920: Der große Unbekannte - 1920: Der rätselhafte Klub - 1920: Judith Trachtenberg - 1920: Der zeugende Tod - 1921: Das Haus zum Mond - 1921: Der Herr der Bestien - 1921: Der Flug in den Tod - 1921: Unter Räubern und Bestien - 1921: Die Schreckensnacht in der Menagerie - 1922: Zum Paradies der Damen - 1922: Die Tigerin - 1923: Das Haus ohne Lachen - 1923: Stadt in Sicht | - 1924: Menschen und Masken (zwei Teile) - 1924: Der Mann ohne Nerven - 1924: Auf gefährlichen Spuren - 1925: Schneller als der Tod - 1925: Abenteuer im Nachtexpreß - 1925: Zigano, der Brigant vom Monte Diavolo - 1926: Der schwarze Pierrot - 1926: Achtung Harry! Augen auf! - 1926: Was ist los im Zirkus Beely? - 1927: Rätsel einer Nacht - 1927: Sein größter Bluff - 1928: Panik - 1928: Seine stärkste Waffe - 1928: Mann gegen Mann - 1929: Ich küsse Ihre Hand, Madame - 1929: Der lustige Witwer - 1929: Der Held aller Mädchenträume - 1929: Männer ohne Beruf - 1929: Erpresser - 1929: Sein bester Freund - 1930: Gaukler (Les saltimbanques) - 1931: Die große Attraktion - 1932: Wäsche – Waschen – Wohlergehen (Industriefilm) - 1934: Der rote Reiter (nur Farbsequenzen) - 1936: Karneval (Kurzfilm, nur Farbsequenzen) - 1936: Tiergärten des Meeres (Dokumentarkurzfilm) - 1941: Unsere Infanterie (Dokumentarkurzfilm) |